# Artur Bernardes
Artur da Silva Bernardes (phát âm tiếng Bồ Đào Nha: [aɾtuɾ da siwvɐ beɾnaɾdʒis], 8 tháng 8 năm 1875 - 23 tháng 3 năm 1955) là một chính trị gia Brasil, từng là tổng thống thứ 12 của Brasil trong suốt thời kỳ Cộng hòa Brasil đầu tiên. Sinh ra ở Viçosa, Minas Gerais, ông được bầu làm Thống đốc Minas Gerais vào năm 1918. Năm 1922, ông được bầu làm Tổng thống Brasil và phục vụ cho đến năm 1926. Trước cuộc nổi dậy quân sự, Bernardes cai trị dưới một quốc gia bị bao vây trong suốt phần kỳ hạn.

## Tiểu sử
Ông học tại trường Cao đẳng Caraga. Sau khi tốt nghiệp Khoa Luật của Đại học Liên bang Tự do Minas Gerais, bắt đầu sự nghiệp chính trị của mình như là một ủy viên hội đồng và thị trưởng của vicosa vào năm 1906. Đó là phó liên bang (1909-1910) và Bộ trưởng Tài chính của Minas Gerais trong năm 1910. Ông được bầu một phó nhiệm vụ mới của liên bang (1915-1917). Ông đã trở thành các nhà lãnh đạo chính của Đảng Cộng hòa Mineiro việc kiểm soát của các chính trị gia ở miền nam PRM Minas Gerais, di chuyển trung tâm của chính sách khai thác cho khu rừng. Ông là thống đốc của bang Minas Gerais giữa năm 1918 và năm 1922.
Arthur, đối với sự nghiệp chính trị của ông là Tổng thống của nước Cộng hòa, đã có sự giúp đỡ của cha mình, Carlos Vaz de Mello José Alves Ferreira de Melo, một vicosa nông dân mạnh mẽ. Các vùng đất đó đã được dựng lên các thành viên UFV trường cao đẳng đầu tiên thuộc về Bernardes cha.
Artur da Silva Bernardes đã kết hôn được hơn 50 năm với Clelia Vaz de Mello, con gái Carlos quan trọng về chính trị Mello Vaz Zona da Mata, Phó và thượng nghị sĩ của nước cộng hòa.
Ông phủ nhận gốc tích của mình, vì theo Cipotânea lịch sử mà ông đã được sinh ra tại, trong cộng đồng nông thôn Paciência, vùng đất của mẹ ông. Ông cho biết ông đã được sinh ra trong vicosa - MG, vì nó là một thành phố nổi tiếng và phát triển tốt.